# Forêt de Gastines
Pour les articles homonymes, voir Gastines (homonymie).
La forêt de Gastines était située entre le nord de la Touraine et la vallée du Loir vendômois. 
Elle a été défrichée à partir du XIe siècle, notamment à partir des prieurés implantés par les moines des abbayes de Tours et de Vendôme. Il en subsiste notamment la forêt de Beaumont-la-Ronce (Indre-et-Loire 47° 35′ 20″ N, 0° 41′ 40″ E) et le bois de Gâtines (canton de Montoire, Loir-et-Cher 47° 41′ 50″ N, 0° 43′ 30″ E).  
Pierre de Ronsard a dénoncé dans son œuvre les derniers grands défrichements de la forêt, opérés par le duc de Vendôme dans le poème Contre les Bûcherons de la forêt de Gastine. Ce texte est une référence explicite aux Métamorphoses d'Ovide sur Erysichthon, le fils du roi de Thessalie Triopas, qui est puni par la déesse Cérès pour avoir abattu un chêne sacré qui ressemblait à lui seul à un bois (VIII, 725-884). 